# Fábula (productora audiovisual)
Fábula es una compañía de producción de cine, publicidad y televisión chilena fundada en 2004 por los hermanos Pablo y Juan de Dios Larraín.
La empresa es la mayor productora cinematográfica de Chile, con más de 900 comerciales creados y películas nominadas al Óscar y los Globo de Oro, como también reconocidas en los festivales de Venecia (El conde), Cannes (No), Berlinale (El club; Una mujer fantástica) y Sundance (Joven y alocada; La memoria infinita). En 2018 ganaron el segundo Óscar de la historia para Chile con Una mujer fantástica de Sebastián Lelio. 

## Historia
Sus proyectos abarcan largometrajes, cortometrajes, series de televisión y publicidad. Entre las películas que ha producido se encuentra No (2012), la primera cinta chilena candidata al Óscar en la categoría de mejor película extranjera. Tres de sus películas han sido nominadas a los premios Globo de Oro en la categoría de mejor película en lengua no inglesa: El club (2015), Neruda (2016) y Una mujer fantástica (2017), siendo esta última la ganadora del premio Óscar a la mejor película extranjera en la edición de 2018.
Tras 11 años desenvolviéndose en la industria de la publicidad y el cine, en 2015 Fábula anunció la creación de su departamento de televisión. El proyecto, liderado por la periodista chilena Ángela Poblete Sarrás, nació con la intención de desarrollar contenido original para la televisión chilena, con un enfoque transmedia y vocación panregional. A la fecha Fábula TV ha creado, desarrollado y producido diversos proyectos para los canales de la televisión abierta de Chile, tales como La Vega en sus tres temporadas transmitidas por TVN; Proyecto Arca, un programa de conservación animal conducido por Kika Silva y transmitido por Canal 13; Grandes Pillos, serie documental producida para Chilevisión del grupo Turner; Viral: luces y sombras en la Web para TVN; Se busca: asuntos de familia, un programa de investigación periodística producido para Chilevisión, donde Carmen Gloria Arroyo y Gabriel Alemparte iban a la búsqueda de padres y madres, en compañía de sus hijos; El jefe en tus zapatos, una adaptación para Chilevisión del internacionalmente conocido formato Undercover Boss'. En 2019 Fábula realizó dos series especialmente desarrolladas para la dominante industria de las OTTs: El Presidente y La Jauría, esta última dirigida por Lucía Puenzo y protagonizada por Antonia Zegers y Daniela Vega.
En 2022 realizaron su primera producción para México con la miniserie Señorita 89, después la seguirían El refugio y Midnight Family.

## Cine
2000's
- Fuga (Pablo Larraín)
- La vida me mata (Sebastián Silva)
- Tony Manero (Pablo Larraín)
- Grado 3 (Roberto Artiagoitía)

2010's
- Post mortem (Pablo Larraín)
- Ulises (Óscar Godoy)
- El año del tigre (Sebastián Lelio)
- 4:44 Last Day on Earth (Abel Ferrara)
- Joven y alocada (Marialy Rivas)
- No (Pablo Larraín)
- Paseo de oficina (Roberto Artiagoitía)
- Barrio universitario (Esteban Vidal)
- Gloria (Sebastián Lelio)
- Crystal Fairy y el cactus mágico (Sebastián Silva)
- Las niñas Quispe (Sebastián Sepúlveda)
- Nasty Baby (Sebastián Silva)
- El club (Pablo Larraín)
- Neruda (Pablo Larraín)
- Jackie (Pablo Larraín)
- Una mujer fantástica (Sebastián Lelio)
- Princesita (Marialy Rivas)
- Gloria Bell (Sebastián Lelio)
- Ema (Pablo Larraín)
- Mi amigo Alexis (Alejandro Fernández Almendras)

2020's
- Spencer (Pablo Larraín)
- Brujería (Christopher Murray)
- La memoria infinita (Maite Alberdi)
- Maquíllame otra vez (Guillermo Calderón)
- El Conde (Pablo Larraín)
- Maria (Pablo Larraín)
- The Luckiest Man in America (Samir Oliveros)
- The Mother and the Bear (Johnny Ma)
- Rich Flu (Galder Gaztelu-Urrutia)
- La ola (Sebastián Lelio)
- Eterno: 100 años de Colo-Colo (Fernando Lavanderos)

## Televisión

### Series
| Título                  | Temporadas | Notas                                                                 |
| ----------------------- | ---------- | --------------------------------------------------------------------- |
| Prófugos                | 2011, 2013 | Coproducción con HBO y Efe3 (2011)                                    |
| El Presidente           | 2020, 2022 | Coproducción con Gaumont y Kapow para Amazon Prime Video              |
| Homemade                | 2020       | Original de Netflix                                                   |
| La Jauría               | 2020, 2022 | Coproducción con Fremantle, Kapow, TVN y CNTV para Amazon Prime Video |
| Señorita 89             | 2022, 2024 | Coproducción con Fremantle para Starzplay                             |
| El refugio              | 2022       | Coproducción con Fremantle para Starzplay                             |
| 42 días en la oscuridad | 2022       | Original de Netflix                                                   |
| Baby Bandito            | 2024       | Original de Netflix                                                   |
| Midnight Family         | 2024       | Coproducción con Apple Studio y Fremantle para Apple TV+              |
| Llévame al cielo        | TBA        | Original de Disney+                                                   |
| El Dentista             | TBA        | Coproducción con Movistar Plus+ para ViX                              |
| Mis muertos tristes     | TBA        | Coproducción con K&S Films para Netflix                               |

### Programas
| Título                              | Temporadas       | Canal    |
| ----------------------------------- | ---------------- | -------- |
| Viral: luces y sombra de la Web     | 2015             | TVN      |
| El jefe en tus zapatos              | 2015             | CHV      |
| La Vega                             | 2016, 2017, 2018 | TVN      |
| Se busca: asuntos de familia        | 2017             | CHV      |
| Grandes pillos: artistas del engaño | 2018             | CHV      |
| Proyecto Arca                       | 2018, 2019       | Canal 13 |
| Acosados                            | 2019             | TVN      |
| Mazapán animado                     | 2019             | Canal 13 |

## Otras producciones
Servicio de producción
- Los 33 (2015), película de Patricia Riggen.
- Gun Shy (2017), película de Simon West.
- Los Espookys (2019, 2022), serie de televisión de Julio Torres.
- Distancia de rescate (2021), película de Claudia Llosa.
- La casa de los espíritus (?), serie de televisión de Andrés Wood y Francisca Alegría.
- Wild Horse Nine (?), película de Martin McDonagh.

Podcasts
- Creepyhunters: El Misterio del Cenote (2021)
- Batman Desenterrado (2022)
- Quemar tu Casa (2022)
- Pantallas y Mentiras (2024)

## Premios
Premios Óscar
| Año  | Película             | Categoría                          | Resultado |
| ---- | -------------------- | ---------------------------------- | --------- |
| 2013 | No                   | Mejor película de habla no inglesa | Candidato |
| 2018 | Una mujer fantástica | Mejor película de habla no inglesa | Ganador   |
| 2024 | La memoria infinita  | Mejor largometraje documental      | Candidato |

Premios Globo de Oro
| Año  | Película             | Categoría                 | Resultado |
| ---- | -------------------- | ------------------------- | --------- |
| 2016 | El club              | Mejor película extranjera | Candidato |
| 2017 | Neruda               | Mejor película extranjera | Candidato |
| 2018 | Una mujer fantástica | Mejor película extranjera | Candidato |

Premios Independent Spirit
| Año  | Película             | Categoría                 | Resultado |
| ---- | -------------------- | ------------------------- | --------- |
| 2013 | Gloria               | Mejor película extranjera | Candidato |
| 2017 | Una mujer fantástica | Mejor película extranjera | Ganador   |

Premios Emmy Internacional
| Año  | Título        | Categoría             | Resultado |
| ---- | ------------- | --------------------- | --------- |
| 2014 | Prófugos      | Mejor serie dramática | Candidato |
| 2021 | El presidente | Mejor serie dramática | Candidato |

Premios Goya
| Año  | Título               | Categoría                     | Resultado |
| ---- | -------------------- | ----------------------------- | --------- |
| 2013 | Gloria               | Mejor película iberoamericana | Candidato |
| 2017 | Una mujer fantástica | Mejor película iberoamericana | Ganador   |
| 2023 | La memoria infinita  | Mejor película iberoamericana | Ganador   |
| 2024 | El lugar de la otra  | Mejor película iberoamericana | Candidato |

Premios Platino
| Año  | Título               | Categoría                 | Resultado |
| ---- | -------------------- | ------------------------- | --------- |
| 2014 | Gloria               | Mejor película            | Ganador   |
| 2016 | El club              | Mejor película            | Candidato |
| 2017 | Neruda               | Mejor película            | Candidato |
| 2018 | Una mujer fantástica | Mejor película            | Ganador   |
| 2024 | La memoria infinita  | Mejor película documental | Ganador   |

Premios Ariel
| Año  | Título               | Categoría                     | Resultado |
| ---- | -------------------- | ----------------------------- | --------- |
| 2009 | Tony Manero          | Mejor película iberoamericana | Candidato |
| 2013 | No                   | Mejor película iberoamericana | Candidato |
| 2014 | Gloria               | Mejor película iberoamericana | Ganador   |
| 2016 | El club              | Mejor película iberoamericana | Candidato |
| 2018 | Una mujer fantástica | Mejor película iberoamericana | Ganador   |

Premios Cóndor de Plata
| Año  | Título                    | Categoría                     | Resultado |
| ---- | ------------------------- | ----------------------------- | --------- |
| 2016 | Gloria                    | Mejor película iberoamericana | Ganador   |
| 2019 | Una mujer fantástica      | Mejor película iberoamericana | Candidato |
| 2021 | Nadie sabe que estoy aquí | Mejor película iberoamericana | Candidato |
| 2022 | Distancia de rescate      | Mejor película iberoamericana | Candidato |

Produ Awards
| Año  | Título                  | Categoría                                          | Resultado |
| ---- | ----------------------- | -------------------------------------------------- | --------- |
| 2020 | La jauría               | Mejor serie                                        | Ganador   |
| 2020 | El presidente           | Mejor serie                                        | Candidato |
| 2022 | El refugio              | Mejor serie de acción, policial, terror o thriller | Candidato |
| 2022 | 42 días en la oscuridad | Mejor serie social y política                      | Candidato |
| 2022 | Señorita 89             | Mejor serie social y política                      | Candidato |

## Controversias

### El presidente
La serie El presidente, inspirada en el caso de corrupción en la FIFA, fue criticada por algunas de las personas que aparecen personificadas en la obra. La familia del dirigente argentino Julio Grondona, quien falleció en 2014, emitió un comunicado repudiando la forma en que fue caracterizado en la serie. Asimismo, anunciaron la presentación de una demanda en contra de Amazon. En tanto, el dirigente chileno Sergio Jadue y su exesposa María Inés Facuse también demandaron a Amazon por el contenido de la serie.
El empresario y dirigente español Jorge Segovia también presentó una demanda en contra de la serie, señalando que era difamatoria, y en 2024 llegó a un acuerdo con Amazon para que la plataforma indemnice los perjuicios sufridos y elimine el contenido lesivo.

### Caso Matute Johns
Durante el año 2024, Netflix anunció que en conjunto a Fábula iniciarían el rodaje de una serie sobre el Caso Matute Johns, que aborda la desaparición del joven penquista Jorge Matute Johns en 1999, cuyo cuerpo fue encontrado sin vida en 2004. Esta noticia generó rechazo entre los familiares del afectado, quienes se presentaron en el Congreso Nacional para exigir la detención del rodaje de la serie. Por su parte, María Teresa Johns, madre de Jorge, denunció que no autorizó la realización de la serie.